# بایان‌خونغور
بایان‌خونغور (به مغولی: ᠪᠠᠶᠠᠨᠬᠣᠩᠭᠣᠷ) (به سیرلیک:Баянхонгор) شهری در استان بایان‌خونغور کشور مغولستان است که در سال ۱۹۹۷ میلادی دارای ۱۶٬۳۰۰ نفر جمعیت بوده و
در سال ۲۰۰۸ با رشدی معادل +۲٫۰% (۹٬۹۵۲ نفر)، تعداد سکنه‌های آن به ۲۶٬۲۵۲ رسیده‌است.

## آب و هوا
| داده‌های اقلیم بیانخانگار    | داده‌های اقلیم بیانخانگار | داده‌های اقلیم بیانخانگار | داده‌های اقلیم بیانخانگار | داده‌های اقلیم بیانخانگار | داده‌های اقلیم بیانخانگار | داده‌های اقلیم بیانخانگار | داده‌های اقلیم بیانخانگار | داده‌های اقلیم بیانخانگار | داده‌های اقلیم بیانخانگار | داده‌های اقلیم بیانخانگار | داده‌های اقلیم بیانخانگار | داده‌های اقلیم بیانخانگار | داده‌های اقلیم بیانخانگار |
| ماه                         | ژانویه                   | فوریه                    | مارس                     | آوریل                    | مه                       | ژوئن                     | ژوئیه                    | اوت                      | سپتامبر                  | اکتبر                    | نوامبر                   | دسامبر                   | سال                      |
| --------------------------- | ------------------------ | ------------------------ | ------------------------ | ------------------------ | ------------------------ | ------------------------ | ------------------------ | ------------------------ | ------------------------ | ------------------------ | ------------------------ | ------------------------ | ------------------------ |
| میانگین بیش‌ترین °C (°F)     | −۱۱٫۴ (۱۱)               | −۷٫۲ (۱۹)                | −۱٫۱ (۳۰)                | ۸٫۹ (۴۸)                 | ۱۷٫۴ (۶۳)                | ۲۲٫۱ (۷۲)                | ۲۳٫۰ (۷۳)                | ۲۱٫۵ (۷۱)                | ۱۵٫۹ (۶۱)                | ۷٫۶ (۴۶)                 | −۳٫۱ (۲۶)                | −۹٫۵ (۱۵)                | ۷٫۰۱ (۴۴٫۶)              |
| میانگین روزانه °C (°F)      | −۱۸٫۳ (−۱)               | −۱۶٫۲ (۳)                | −۸٫۲ (۱۷)                | ۰٫۹ (۳۴)                 | ۹٫۶ (۴۹)                 | ۱۵٫۰ (۵۹)                | ۱۶٫۲ (۶۱)                | ۱۴٫۵ (۵۸)                | ۸٫۲ (۴۷)                 | −۰٫۱ (۳۲)                | −۱۰٫۹ (۱۲)               | −۱۷٫۰ (۱)                | −۰٫۵۳ (۳۱)               |
| میانگین کم‌ترین °C (°F)      | −۲۳٫۷ (−۱۱)              | −۲۲٫۴ (−۸)               | −۱۴٫۸ (۵)                | −۵٫۸ (۲۲)                | ۲٫۰ (۳۶)                 | ۷٫۹ (۴۶)                 | ۱۰٫۱ (۵۰)                | ۸٫۲ (۴۷)                 | ۲٫۱ (۳۶)                 | −۵٫۷ (۲۲)                | −۱۶٫۱ (۳)                | −۲۲٫۱ (−۸)               | −۶٫۶۹ (۲۰)               |
| بارندگی میلی‌متر (اینچ)      | ۲٫۰ (۰٫۰۸)               | ۲٫۸ (۰٫۱۱)               | ۴٫۱ (۰٫۱۶)               | ۸٫۶ (۰٫۳۴)               | ۱۴٫۴ (۰٫۵۷)              | ۳۳٫۳ (۱٫۳۱)              | ۵۶٫۲ (۲٫۲۱)              | ۴۸٫۲ (۱٫۹)               | ۱۸٫۳ (۰٫۷۲)              | ۷٫۰ (۰٫۲۸)               | ۲٫۷ (۰٫۱۱)               | ۱٫۸ (۰٫۰۷)               | ۱۹۹٫۴ (۷٫۸۶)             |
| منبع: Hong Kong Observatory |                          |                          |                          |                          |                          |                          |                          |                          |                          |                          |                          |                          |                          |